# Citrus australasica
La lima dedo o caviar cítrico (Citrus australasica), es un arbusto o árbol pequeño del sotobosque de las selvas subtropicales de las tierras bajas en la región fronterizo costera de Queensland y Nueva Gales del Sur (Australia).
La planta mide 2-6 metros de altura. Las hojas son pequeñas, de 1-5 cm de largo y 3-25 mm de ancho, glabras, con la punta cortada y crenada hacia el ápice. Las flores son de color rosa por fuera y blancas por dentro con pétalos de 6-9 mm de largo. El fruto es cilíndrico, de 4-8 cm de largo, a veces ligeramente curvo. Se da en diferentes colores, incluido rosa y verde.

## Cultivo y usos
Los primeros colonizadores no indígenas consumieron el fruto conservando los árboles cuando clarearon para la agricultura. Los botánicos de la colonia sugirieron que se deberían cultivar.
La lima dedo ha sido recientemente popularizada como comida aborigen. La pulpa globular ha sido comparada con una "caviar de lima", la cual se puede usar como aderezo o añadida a diferentes recetas. La pulpa fresca tiene el efecto de una explosión efervescente de sabor picante mientras se mastica. El jugo de la fruta es ácido y similar al de la lima. También se elaboran mermeladas y encurtidos a partir de esta fruta. La piel se puede secar y usar como especia.
Hay una amplia variedad de colores de la lima dedo, que incluyen verde, amarillo, naranja, púrpura, negro y marrón. Se cree que posee la variedad de colores más extensa de cualquiera de las demás especies de Citrus.
Su uso comercial comenzó a mediados de la década del 90 en tiendas de mermeladas, elaboradas a partir de frutas silvestres. Alrededor del año 2000 se vendía en restaurantes y se exportaba la fruta fresca.

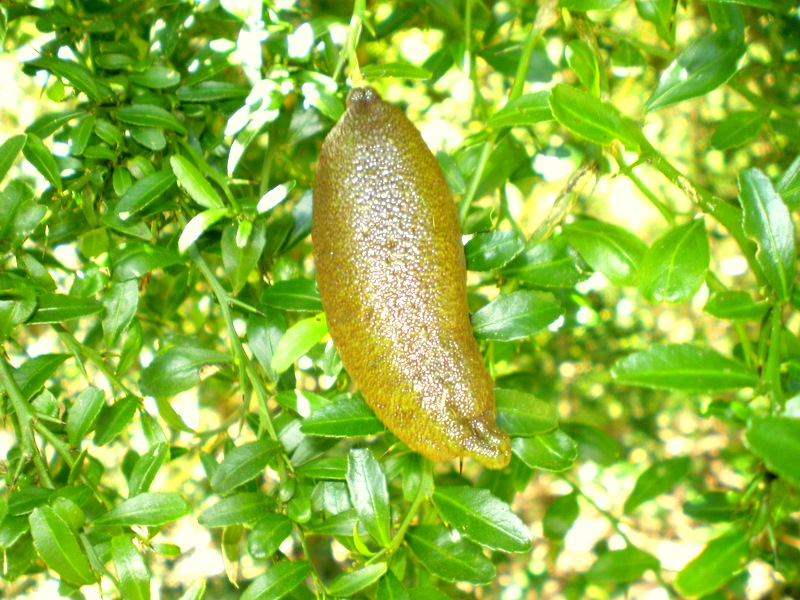
Lima dedo de tipo de piel café.

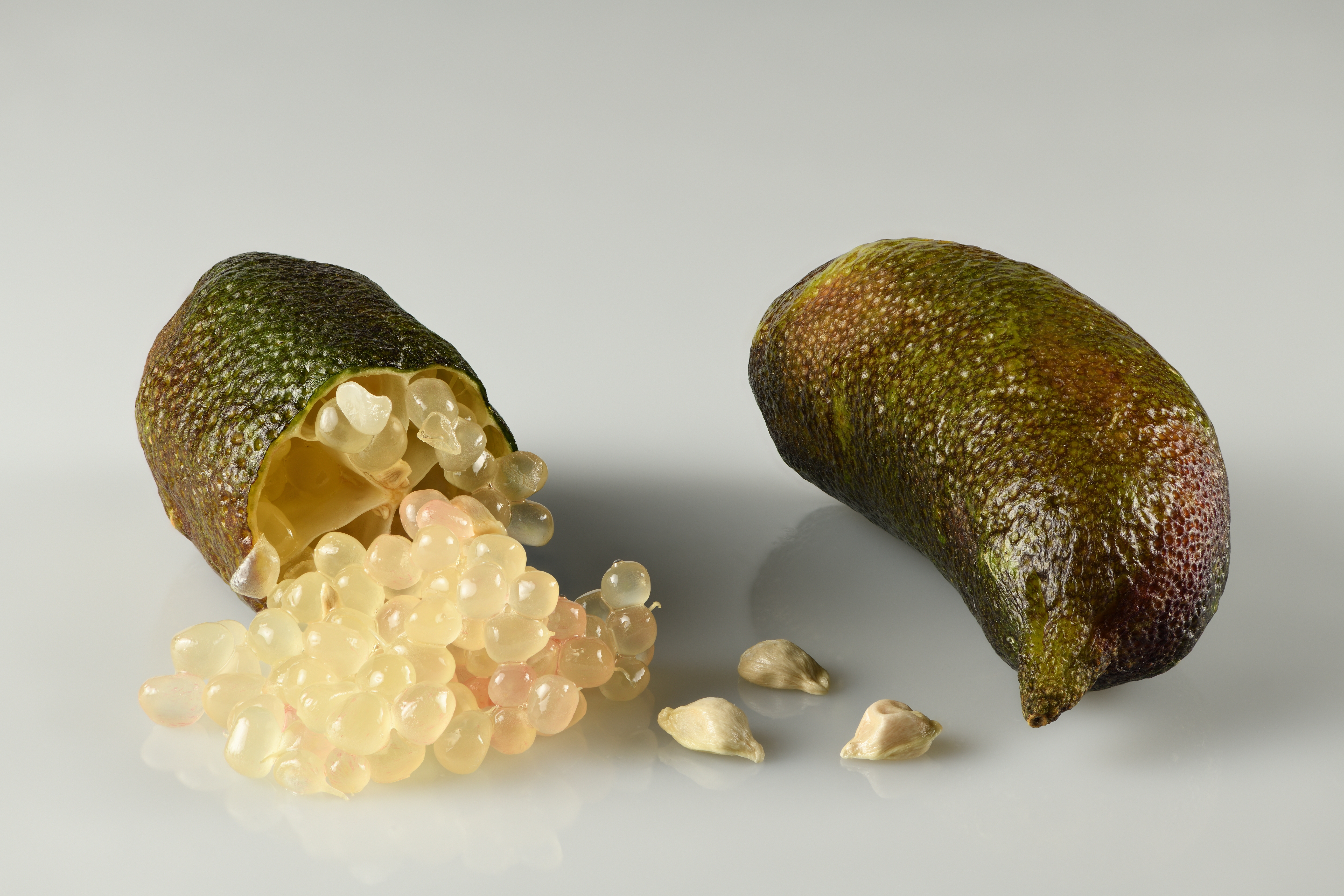

Últimamente esta especie se cultiva comercialmente en respuesta a la alta demanda de la fruta. Existe una creciente variedad de selecciones genéticas que son injertadas en pies de Citrus. Con el inesperado incremento en la demanda de fruta, la fuente primaria de material genético para la propagación ha sido un surtido de la cepa silvestre.
En cultivo, la planta se trata de la misma forma que el resto de especies de citrus. Puede estar sujeta a algunas plagas y enfermedades requiriendo su control en situaciones de cultivo. Las afecciones más comunes suelen ser escamas, orugas, insectos cinípidos, y pudrimiento de las ramas. La investigación del doctor Andrew Jessop acerca de la mosca de la fruta ha llegado a la conclusión de que las limas dedo no son plantas huéspedes para esta especie de mosca y por consiguiente no están en riesgo de cuarentena para los países importadores.
Una investigación dirigida en la década de 1970 indicó que una selección silvestre de C. australasica era sumamente resistente a la enfermedad de las raíces Phytophthora citrophthora, lo cual ha dado como resultado un programa de hibridación con la lima dedo para desarrollar un portainjerto de citrus resistente a la enfermedad.
La Organización de Investigación Científica e Industrial de la Commonwealth (CSIRO de sus siglas en inglés) ha desarrollado también algunos híbridos de Citrus al cruzar la lima dedo con las especies estándar.